# Jerry Smith
Jerry Smith (Wauwatosa, 26 settembre 1987) è un cestista statunitense.

## Carriera
L'11 luglio 2012 viene ingaggiato per due stagioni dalla Pallacanestro Cantù, con cui vince la Supercoppa italiana 2012 e disputa l'Eurolega 2012-13.
Il 17 agosto 2013, dopo essere stato liberato da Cantù, firma con la Scaligera Basket Verona.

## Palmarès

### Squadra
- Supercoppa italiana: 1

Cantù: 2012

### Individuali
- All-NBDL Third Team (2012)